# گلن لیدل
گلن لیدل (انگلیسی: Glen Little؛ زادهٔ ۱۵ اکتبر ۱۹۷۵) یک بازیکن فوتبال اهل بریتانیا است.